# Contea di Linzhang
La contea di Linzhang (临漳县S, Línzhāng XiànP) è una contea della Cina, situata nella provincia di Hebei e amministrata dalla prefettura di Handan.